# Castêlo da Maia GC
Castêlo da Maia GC är en volleybollklubb från Maia, Portugal. Klubben grundades 1973. Både dam- och herrlaget har varit framgångsrika. Damlaget har blivit portugisiska mästare 9 gånger och cupmästare 7 gånger, medan herrlaget har blivit portugisiska mästare 5 gånger och cupmästare 5 gånger.